# Muralla àrab de València

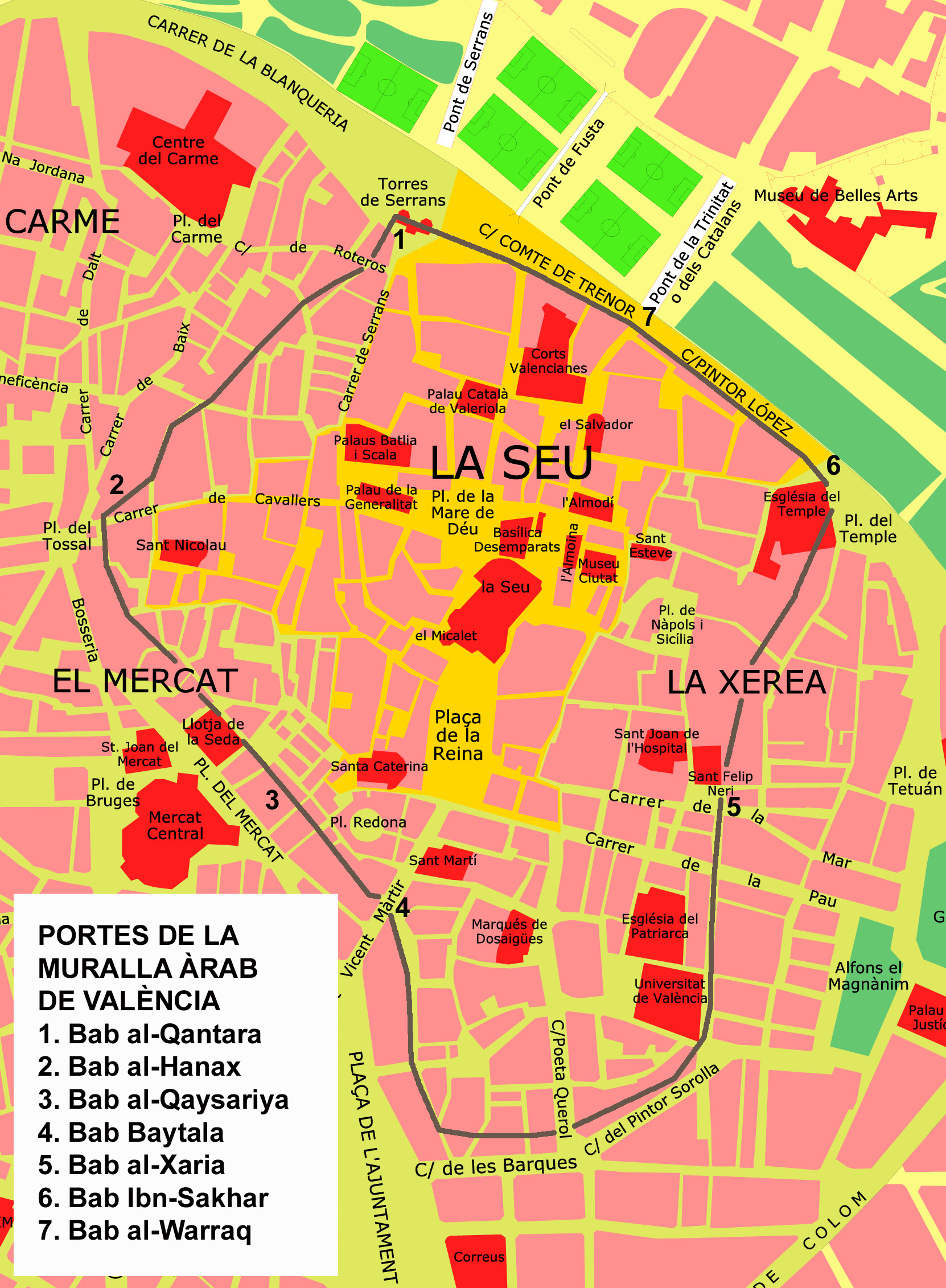
Traçat de la muralla àrab de València

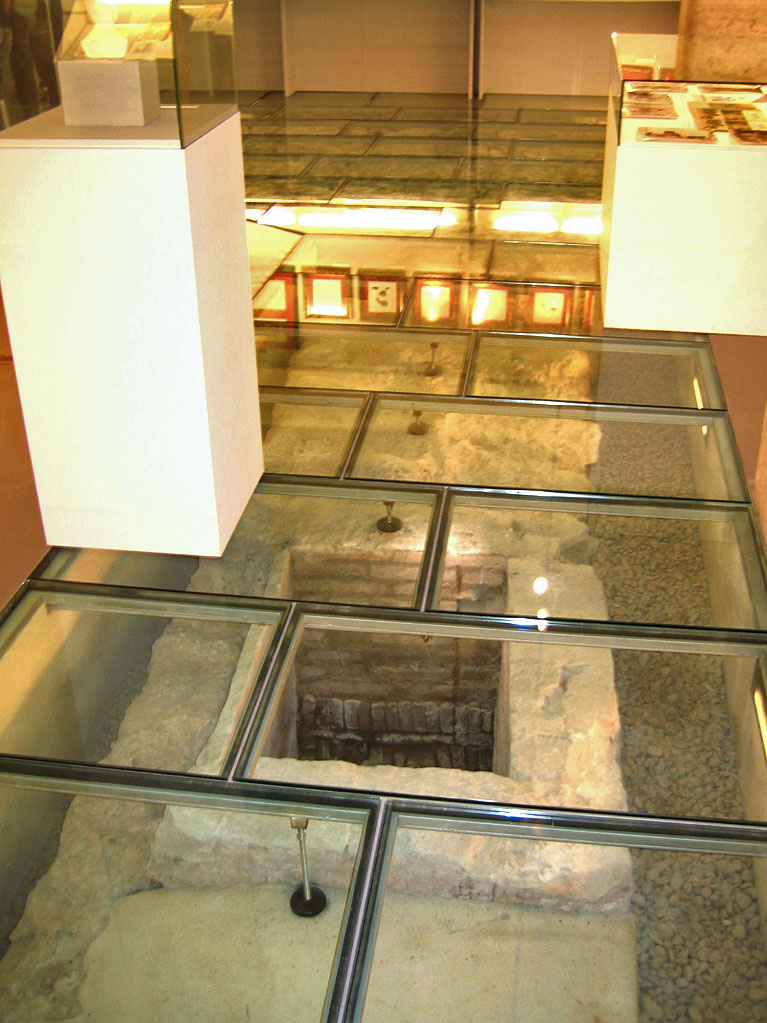
Restes de la muralla àrab de València, on s'aprecia un pou

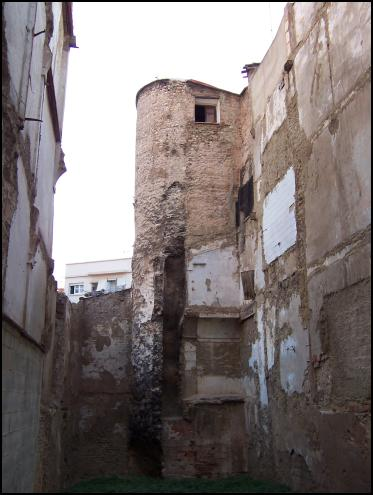
Torre de l'Àngel (plaça de l'Àngel)

La muralla àrab o musulmana és una murada de defensa construïda al segle xi al voltant de la Ciutat Vella de València, de la qual encara romanen restes menors.
Després de la caiguda del califat de Còrdova, a començament del segle xi, València va esdevenir capital d'un Regne de Taifes, i, per tant, va experimentar un important creixement urbanístic. Durant el regnat d'Abd al-Aziz (1021-1061), es va construir una nova muralla amb el propòsit de protegir la població i aquells que arribaven d'altres llocs d'al-Àndalus. Segons la descripció que ens hi ha llegat el geògraf al-Udrí, la muralla era de gran perfecció i tenia set portes. Estava construïda de ciment i tenia torres semicirculars d'obra fins a l'última altura, on s'obrien en una sala voltada. En l'actualitat, poden veure's encara restes d'algunes d'aquestes torres, especialment en l'actual barri del Carme, a Ciutat Vella.

## Set portes
Aquestes eren les set portes de la murada àrab de València, amb el nom àrab, la traducció al valencià i el seu posterior nom cristià:
- Bab al-Qantara, porta del Pont, porta de Roters[1]

Situada aproximadament on hui dia es troben les torres de Serrans. Era l'entrada nord a la medina. Rebia aquest nom perquè feia cap a un pont manat construir per Abd al-Aziz que creuava el riu Túria, el que els musulmans anomenaven Wadi al-Abiad, d'on deriva Guadalaviar. Aquest pont era l'únic de pedra de la ciutat.
- Bab al-Hanax, porta de la Colobra, porta de la Moreria[1]

Situada entre l'actual carrer de Salines i el de Cavallers. Era l'entrada oest de la ciutat.
- Bab al-Qaysariya, porta de l'Alcaisseria, porta Nova

Porta menor que servia d'accés al soc o mercat, situat a l'entorn de l'actual carrer de les Mantes i del Trenc.
- Bab Baytala, casa de Déu o casa d'Oració, porta de la Boatella

Entrada sud de la ciutat. Situada en l'encreuament de l'actual carrer de Manyans i de Sant Vicent Màrtir. Per aquesta, eixien les caravanes en direcció a Dénia, Xàtiva i Alzira.
- Bab al-Xaria, porta de la Llei, porta de la Xarea o Xerea

Porta est. Ubicada en l'actual plaça de Sant Vicent Ferrer, encara hui dona nom al barri de la Xerea.
- Bab Ibn-Sakhar, porta del Real o del Temple

Situada en el lloc on hui es troba el palau del Temple. Segons el cronista al Udri, estava orientada cap a la Meca.
En el tram de murada àrab de vora riu, hi havia la torre d'Alī-Bufāt —després dita del Temple, junt a la porta de Bāb Ibn Sakhar. Allà els valentinomusulmans van hissar el 28 de setembre del 1238 el penó de la Conquesta per indicar la seua rendició a les tropes de Jaume I. Segons el Llibre dels feyts (§ 1282), Jaume I, quan va veure la senyera es va emocionar i va dir:
| « | e quan vim nostra senyera sus en la torre descavalcam del cavall, e endreçam-nos vers orient, e ploram de nostres ulls, e besam la terra per la gran mercé que Deus nos havia feyta | » |

- Bab al-Warraq, porta del Full, porta dels Catalans o de la Trinitat

Oberta en l'actual carrer del Salvador, que donaria a un pont de fusta que comunicava amb l'actual zona dels jardins de Vivers i del monestir de la Trinitat.

## Evolució
Des del segle xii i següents, l'àrea murallada es va estendre cap al sud i l'est, i va incorporar nous elements defensius, com les torres quadrades construïdes en tàpia sobre base de ciment, o com la muralla exterior, construïda entre la muralla i la trapa. Alhora, es van reforçar determinats punts estratègics per a una millor defensa. Tal és el cas del Tossal, on es va construir una porta recolzada per a defendre millor l'accés.
Durant les primeres dècades del segle xiii, Balànsiya (València) va continuar fortificant-se davant l'avanç de la conquesta cristiana comandada pel rei Jaume I.
Entre les diverses restes de la muralla àrab que es conserven, cal citar la de l'Octubre Centre de Cultura Contemporània (OCCC), centre cultural que conté una sala d'exposicions subterrània amb un ample tros d'aquesta murada. Al barri del Carme, també hi ha un parell de torres de guaita, atrapades enmig dels habitatges, l'una a la plaça de l'Àngel i l'altra al carrer de la Mare Vella, il·lustrada a la foto. També resta algun llenç de murada, com ara a l'antic pub Bāb al-Hanax —que vol dir 'porta de la Serp'— entre la plaça de Sant Jaume i el carrer dels Cavallers, i també al forn Montaner, entre el carrer de Roters i Palomino.

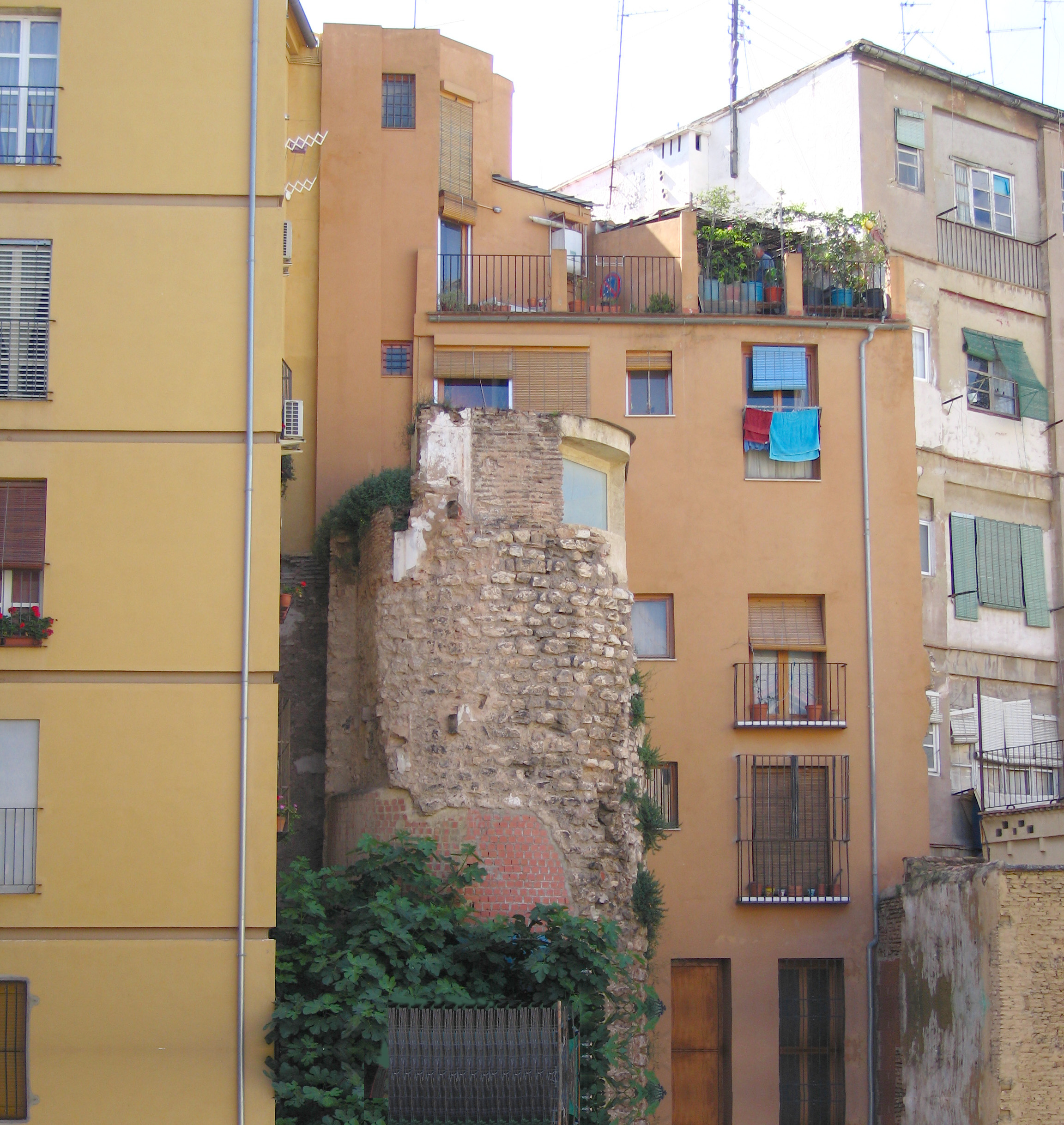
Torre de la murada àrab del, envoltada d'edificis (actual barri del Carme, a Ciutat Vella)

La murada àrab començava a l'antic portal de Roters, que s'obria aproximadament per l'actual carrer de les Roques, tot just a ponent de la porta de Serrans. S'enfilava cap al sud pel carrer de les Roques, Palomino, plaça de l'Àngel, plaça Navarros, plaça Beneito i Coll, carrer d'en Borràs, Adoberies, carrer de Baix, plaça de Sant Jaume i del Tossal, carrer de la Bosseria, plaça del Mercat, Maria Cristina, Sant Ferran, Moratín, les Barques, Pintor Sorolla, plaça d'Alfons el Magnànim i de Tetuan i quan arribava a vora riu girava a l'esquerra fins a topar de nou amb el portal de Roters.
En conjunt, la murada àrab de València englobava tot el barri de la Seu, la meitat oriental del Carme, la meitat occidental de la Xerea, i el nord del barri del Mercat.
Amb la construcció de la nova muralla cristiana, part de la murada fou aprofitada com a paret mitgera entre cases i en algunes ocasions va servir per a separar la ciutat cristiana de la moreria, que es trobava enllà del portal de la Valldigna, a la zona dels carrers de Baix, de Dalt i Sant Miquel.
Com a curiositat, la nova línia 2 del metro de València correrà molt a prop de la muralla al seu pas pel Carme, entre la plaça del Tossal i el carrer de la Bosseria, a través d'un túnel de 30 metres de profunditat.